# Tierra de Mac. Robertson

Localización de la Tierra de Mac. Robertson

La Tierra de Mac. Robertson (en inglés, Mac. Robertson Land) es la porción de la Antártida que se extiende desde la bahía William Scoresby (67°24′S 59°34′E / -67.400, 59.567), límite con la costa Kemp de la Tierra de Enderby, hasta el cabo Darnley de la península Bjerko (67°43′05″S 69°30′00″E / -67.71806, 69.50000). La Tierra de Mac. Robertson se subdivide en dos sectores separados por el monolito Murray (67°47′S 66°54′E / -67.783, 66.900): la costa Mawson al oeste y la costa Lars Christensen al este. Esta última se extiende más allá del cabo Darnley hasta la cabecera de la barrera de hielo Amery a los 71° Este, excediendo los límites de la Tierra de Mac. Robertson. El mar que baña la Tierra de Mac. Robertson suele ser denominado mar de la Cooperación.
Es área es reclamada por Australia como parte del Territorio Antártico Australiano. Australia llama Mac. Robertson Land a un sector con límites corridos hacia el este, delimitado por los meridianos 60° Este y 73° Este. Al sector entre la bahía William Scoresby y el meridiano 60° Este lo hace parte de la Tierra de Kemp y extiende la costa Lars Christensen y la Tierra de Mac. Robertson hasta el meridiano 73° Este. La reclamación australiana está restringida por los términos del Tratado Antártico.
En el este, se encuentran las montañas Prince Charles. La Base Mawson de Australia se ubica en el sector oeste y fue inaugurada en 1954. La Base Sóyuz de la Unión Soviética fue inaugurada en 1982 y cerrada en 1989.

## Historia
La Tierra de Mac. Robertson fue bautizada por la Expedición de investigación antártica británica, australiana y neozelandesa (BANZARE) (1929-1931), a cargo de Douglas Mawson, en honor a MacPherson Robertson de Melbourne, Australia, un patrocinador de la expedición.
Desde 1965 en adelante miembros de las expediciones antárticas soviéticas desempeñaron trabajos geológicos de terreno en las montañas Prince Charles, finalmente estableciendo una base, la Base Sóyuz, en la costa oriental del lago Beaver en el norte de las montañas Prince Charles.